# Lotte Bergtel-Schleif
Elly Lotte Bergtel-Schleif nata Schleif (Lichterfelde, 4 luglio 1903 – Berlino, 26 febbraio 1965) è stata una bibliotecaria tedesca. Membro del Partito Comunista di Germania (KPD), partecipò attivamente alla resistenza contro il regime nazista. Dopo la guerra fu direttrice della Scuola bibliotecaria di Berlino.

## Biografia
Figlia di Fritz Schleif, insegnante di scuola elementare e vicepreside, e di Martha Bergtel, dal 1909 al 1920 frequentò il Liceo e l'Oberlyzeum. Dal 1921 al 1925 frequentò dei corsi di formazione per bibliotecari presso l'Ufficio centrale delle biblioteche pubbliche di Berlino (Zentrale für Volksbüchereien Berlin), la Biblioteca comunale di Berlino (Stadtbibliothek Berlin-Mitte) e la Biblioteca di Stato di Berlino.
Nel 1925, terminata la formazione, fu nominata bibliotecaria presso la biblioteca pubblica di Stralsund. Nel 1928 si trasferì presso la Biblioteca pubblica gratuita di Gera e nel 1930 alla biblioteca pubblica di Neukölln. Tra il 1933 e il 1937 lavorò nella commissione dell'Associazione dei bibliotecari tedeschi per stabilire delle regole vincolanti per la catalogazione alfabetica. Dal 1936 al 1942 lavorò presso la biblioteca di Nordmarkplatz, a Prenzlauer Berg, e nel 1937 fu promossa a direttrice. Nel 1939 ottenne l'abilitazione al servizio.

## Attività nella resistenza

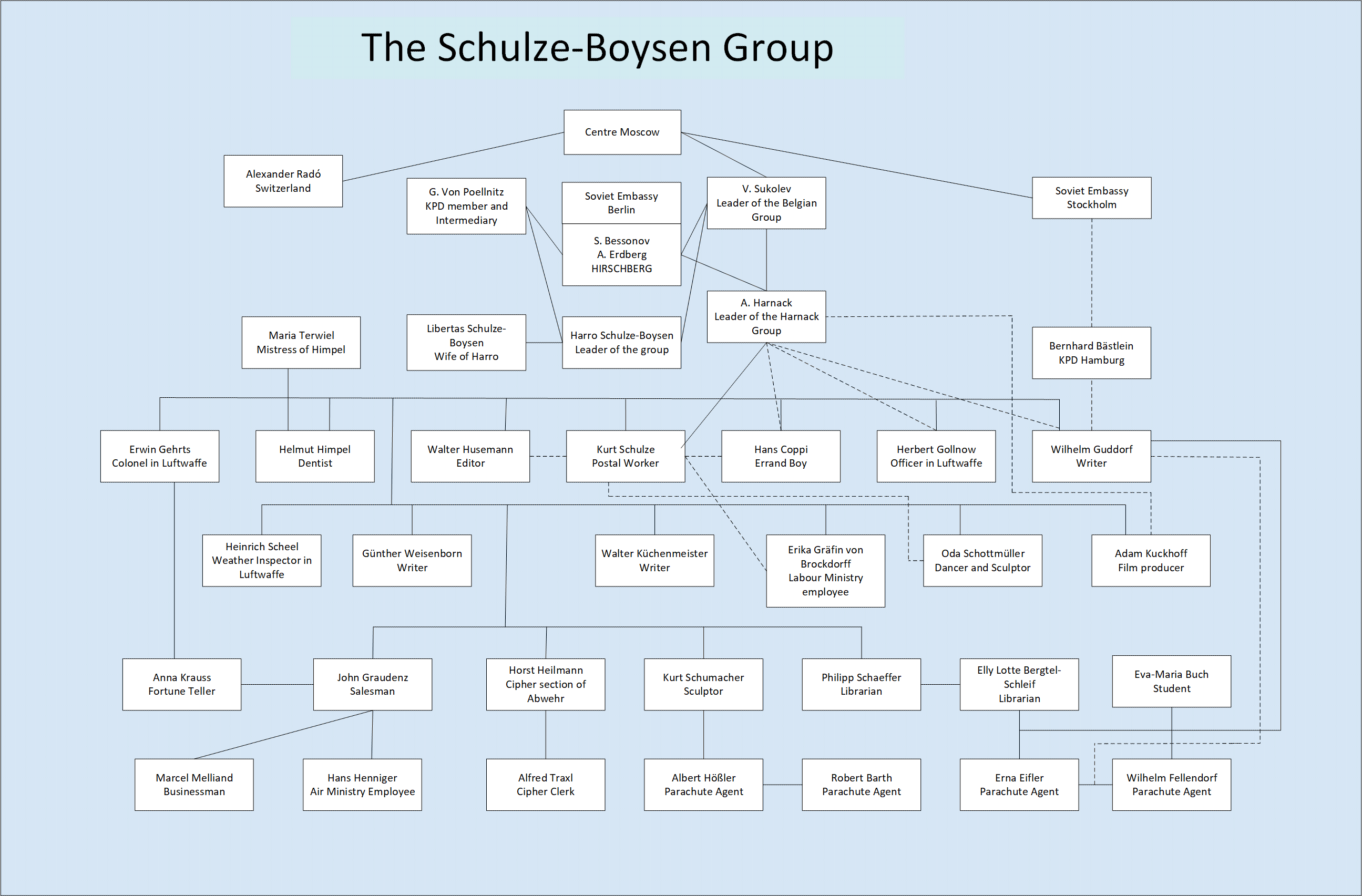
Il gruppo Schulze-Boysen in Germania

Nel 1930, incontrò il bibliotecario e sinologo Philipp Schaeffer durante una conferenza e il filologo Heinrich Scheel. Nella primavera del 1933 divenne membro del KPD dove conobbe John Sieg, che gestiva un gruppo di comunisti e simpatizzanti a Neukölln. Tramite Sieg conobbe Herbert Grasse e Otto Grabowski insieme a Willi Gurklies, Franz Knippenberg, Lotte Bergtel-Schleif, Ludwig Marmulla. Tramite Sieg, fu presentata ad Arvid Harnack che faceva parte del gruppo di resistenza tedesco che in seguito sarebbe stato chiamato Orchestra Rossa dall'Abwehr. Tramite Schleif conobbe Heinrich Scheel, Schulze-Boysen e Kurt Schumacher.
Schleif operò nel gruppo come corriere, nella scrittura e copiatura dei testi, portò i perseguitati al confine con la Cecoslovacchia e mise a disposizione casa sua per coloro che stavano fuggendo dai nazisti. Nell'estate del 1939, fornì assistenza per la fuga nascondendo Rudolf Bergtel, che era riuscito a fuggire dalla prigione di Aschendorf-Moor. Schleif contattò Elisabeth Schumacher ed Elfriede Paul, che aiutarono a organizzare la sua fuga in Svizzera. Fece anche parte del gruppo di resistenza che riuniva Harro Schulze-Boysen e Arvid Harnack, Robert Abshagen e molti altri della resistenza comunista contro i nazisti.

### Arresto
Fu arrestata il 18 settembre 1942 sul posto di lavoro, la Volksbücherei Nordmarkplatz, e portata al quartier generale della Gestapo; fu messa sotto custodia protettiva dalla Gestapo, interrogata e poi trasferita nella prigione di Plötzensee. Il 6 febbraio 1943 fu condannata dal Reichskammergericht a otto anni di carcere per "preparazione all'alto tradimento". Fu spostata in varie prigioni femminili a Cottbus, Jauer e poi nella prigione femminile di Lipsia-Kleinmeusdorf. Fu liberata il 19 aprile 1945 dalle truppe statunitensi.

## Nel dopoguerra
Nel novembre 1945 Schleif sposò il funzionario sindacale tedesco Rudolf Bergtel. Nel 1946 divenne membro del Partito Socialista Unificato di Germania. Dal 1946 al 1947 lavorò presso la Stadtbibliothek Neukölln e nel 1947 fu incaricata di istituire la Scuola di Biblioteconomia di Berlino, di cui assunse la direzione. Dal 1950 fu docente presso la Scuola di Biblioteca di Berlino. Dal 1955 ricevette una pensione di invalidità.

## Memoria

### Premio Bergtel-Schleif
Nel 1975 è stato creato il Premio Bergtel-Schleif, assegnato per la prima volta all'Istituto di Scienze dell'Informazione dell'Università Humboldt di Berlino. Il premio doveva essere assegnato ai lavori caratterizzati da "un'applicazione creativa del marxismo-leninismo" e che contribuissero alla "soluzione di compiti chiave nella ricerca sulle biblioteche e sulla scienza dell'informazione".

### La Biblioteca Lotte Bergtel
Dopo la caduta del muro di Berlino, la Biblioteca Lotte Bergtel fu riorganizzata e cambiò nome in biblioteca di quartiere Baumschulenweg.